# Ibi (6. Dynastie)

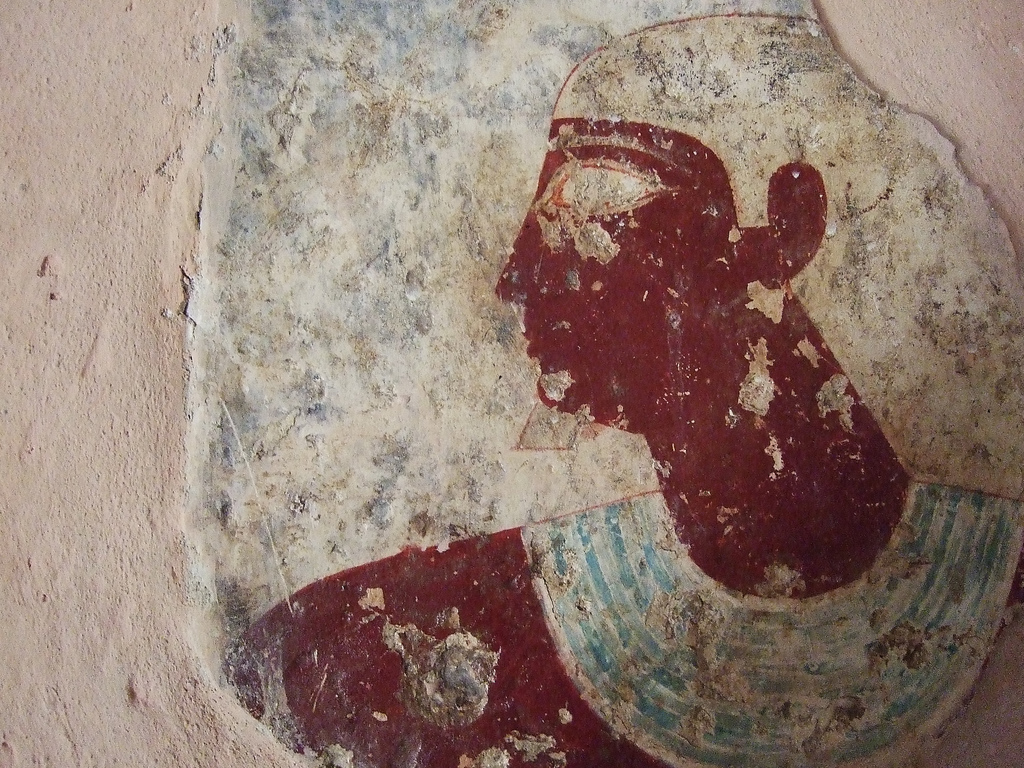
Kopf des Ibi, Malerei aus seiner Grabkapelle

Ibi (auch Aba) war ein bedeutender Beamter im Alten Ägypten zur Zeit der 6. Dynastie und trug viele wichtige Titel. Vor allem war Ibi Oberhaupt des 12. Oberägyptischen Gaues (Atfet; der Bergviper-Gau) und Vorsteher von Oberägypten, aber auch Oberhaupt des 8. Oberägyptischen Gaues (Ta-wer; gr. Name Thinites; demnach: thinitischer Gau) und Inspektor der Priester von Menach-Neferkare. (Menach-Neferkare ist der Name des Pyramidenkomplexes von Pepi II.) Der erste Titel weist ihn als lokalen Provinzstatthalter aus. Ibi ist vor allem von dem dekorierten Grab S 8 in der Südgruppe von Deir el-Gebrawi bekannt.
Im Grab werden seine Familienmitglieder genannt und dargestellt. Seine Gemahlin war eine Frau mit dem Namen Hemre/Hemu. Sie war Priesterin der Hathor Königsbekannte, Edle des Königs und Königsschmuck. Diverse Söhne werden im Grab genannt: Djau, mit dem schönen Namen Schemai, Chui, Idi, zwei Söhne mit dem Namen Djau und ein weiterer Ibi. Vier Töchter werden genannt: Techyt, Meretib, Henut und Scherdyt.
Eine heute schlecht erhaltene Biografie berichtet, dass er wahrscheinlich unter Pepi I. geboren wurde, unter dessen Nachfolger Merenre Ämter bekleidete und bis Pepi II. seine Karriere fortsetzte. Der Anfang dieser Biografie lautet (rekonstruierte Namen in […]):

„Ich war jung, als mir das Kopfband unter seiner Majestät dem König von Unter- und Oberägypten [Pepi I.] gebunden wurde. Der König von Unter- und Oberägypten Merenre ernannte mich zum Bürgermeister, einzigen Freund und zum Oberhaupt des 12. Oberägyptischen Gaues. Die Majestät, mein Herr [Pepi II.], ernannte mich zum Vorsteher von Oberägypten.“

Die Dekoration des Grabes wurde am Beginn des 20. Jahrhunderts von Norman de Garis Davies kopiert und 1982 publiziert. In den 1970er Jahren schnitten Kunsträuber zahlreiche Szenen und Figuren aus der Wanddekoration heraus. Eine australischen Forschungsmission unter Naguib Kanawati kopierte die erhaltenen Szenen erneut und publizierte sie 2007.